# Aleksander Wolszczan
Aleksander Wolszczan  [alɛkˈsandɛr ˈvɔlʂt͡ʂan] ⓘ (sinh ngày 29 tháng 04 năm 1946 ở Szczecinek, Ba Lan) là một nhà thiên văn học người Ba Lan. Ông là người đầu tiên khám phá ra các hành tinh ngoài hệ Mặt Trời và các hành tinh sao xung.

## Sự nghiệp khoa học

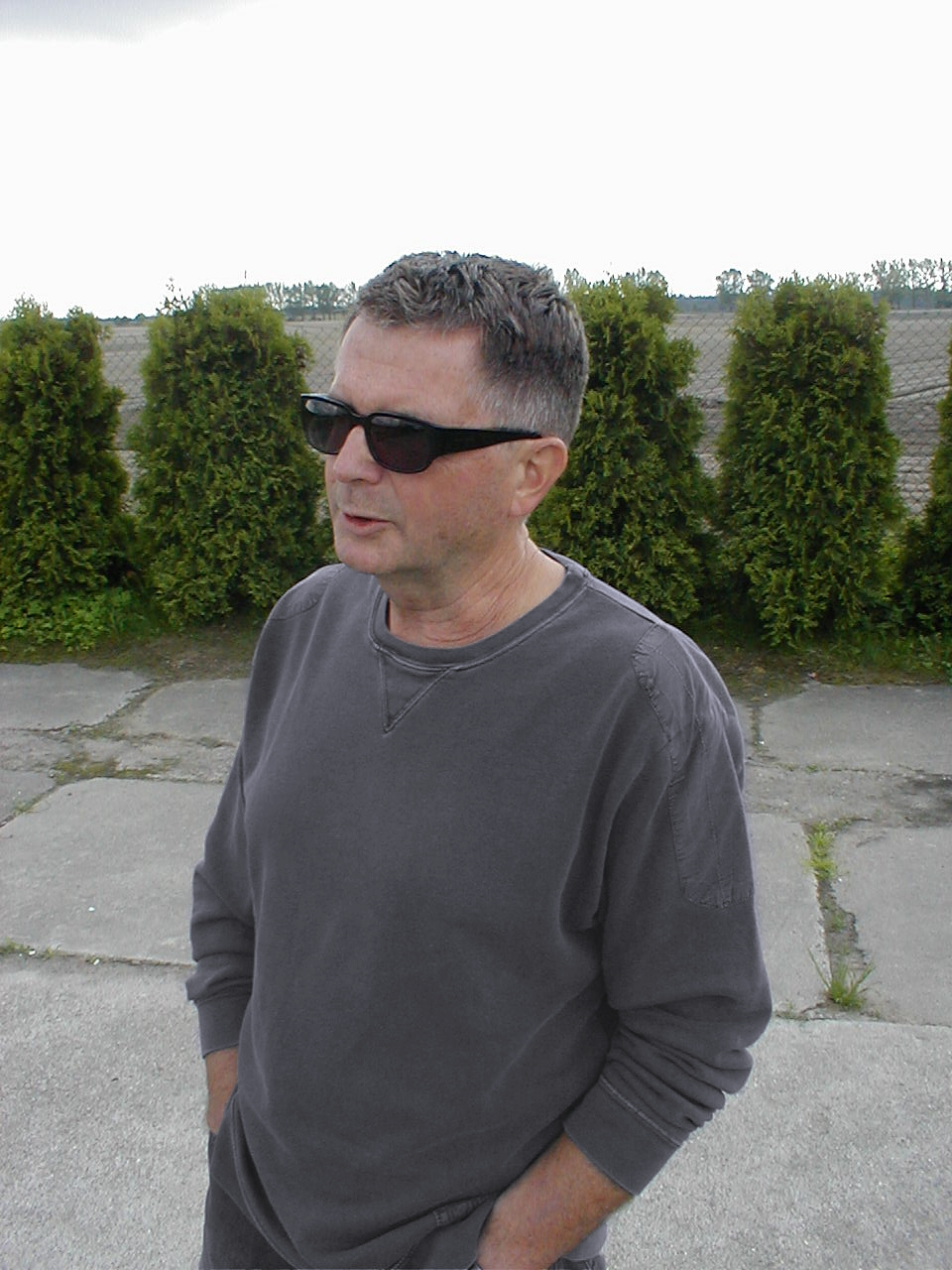
Aleksander Wolszczan

Wolszczan lấy bằng Thạc sĩ Khoa học năm 1969 ở Ba Lan và nhận bằng tiến sĩ năm 1975 tại Đại học Nicolaus Copernicus ở Toruń). Năm 1982, ông chuyển đến sống ở Hoa Kỳ và làm việc tại đại học Cornell và Đại học Princeton. Sau đó, ông trở thành giáo sư thiên văn tại Đại học bang Pennsylvania, nơi ông hiện đang dạy môn "Cuộc sống trong vũ trụ". Từ năm 1994 đến 2008, ông cũng là giáo sư tại đại học Nicolaus Copernicus ở Toruń. Ông là thành viên của Viện Hàn lâm Khoa học Ba Lan.
Làm việc chung với Dale Frail, Wolszczan thực hiện các quan sát từ đài thiên văn Arecibo ở Puerto Rico dẫn đến việc khám phá ra sao xung PSR B1257+12 năm 1990. Họ chỉ ra năm 1992 có sao xung được quay quanh bởi hai hành tinh. Các bán kính của hai hành tinh này lần lượt 0.36 và 0.47 đơn vị thiên văn. Điều này khẳng định sự khám phá ra các hành tinh ngoài Hệ Mặt Trời đầu tiên. Từ khởi đầu này, cho đến hiện nay con người đã biết đến khoảng 1750 hành tinh tương tự.
Năm 1996, Wolszczan nhận giải Beatrice M. Tinsley bởi American Astronomical Society, và năm 2002, hình của ông được in lên tem Ba Lan.
Năm 2003, Maciej Konacki và Wolszczan xác định được độ nghiêng quỹ đạo của hai hành tinh sao xung, chỉ ra khối lượng thực tế của hai hành tinh này gấp 3.9 và 4.3 khối lượng Trái Đất.
Năm 2008, "Gazeta Prawna" tiết lộ rằng Wolszczan người cung cấp tin tức (tên mã là "Lange") cho cộng sản Służba Bezpieczeństwa từ năm 1973 đến 1988, và được ông xác nhận. Sau đó việc từ chức hiệu trưởng của Wolszczan được đại học Nicolaus Copernicus University chấp nhận.